# Philodendron krugii
Philodendron krugii är en kallaväxtart som beskrevs av Adolf Engler. Philodendron krugii ingår i släktet Philodendron och familjen kallaväxter. Inga underarter finns listade.